# Lichinella sinaica
Lichinella sinaica är en lavart som först beskrevs av Galun & Marton, och fick sitt nu gällande namn av P. P. Moreno & Egea. Lichinella sinaica ingår i släktet Lichinella och familjen Lichinaceae.   Inga underarter finns listade i Catalogue of Life.